# リージ・アンド・リーフ
| 専門評論家によるレビュー | 専門評論家によるレビュー |
| レビュー・スコア         | レビュー・スコア         |
| 出典                     | 評価                     |
| ------------------------ | ------------------------ |
| Allmusic                 | [ 3 ]                    |
| The Village Voice'       | B–                       |

『リージ・アンド・リーフ』 (Liege & Lief) は、イギリスのフォークロック・バンド、フェアポート・コンヴェンションによる4枚目のアルバムであり、1969年の一年間にイギリス国内で3枚リリースされたうちの3枚目のアルバムである。全曲でサンディ・デニーをリード女性ボーカリストとしてフィーチャーしている（デニーは1968年のデビュー・アルバム『フェアポート・コンヴェンション』には参加していなかった）。デイヴ・スウォーブリックとデイヴ・マタックスはそれぞれフィドル/マンドリンとドラムでバンド・メンバーとしてフル参加した（スウォーブリックは前作『アンハーフブリッキング』にゲスト参加していた）。このアルバムはすべての曲が（「マティ・グローヴズ」、「タム・リン」などのような）伝統的な英国およびケルトの民俗素材を（自由に）改変したものか、同様のスタイルで書かれた（「カム・オール・イェ」、「クレージー・マン・マイケル」といった）オリジナル曲から構成された、フェアポートとして初めてのアルバムである。デニー（および創設メンバーでベース・プレーヤーのアシュリー・ハッチングス）がアルバムのリリース前にバンドを脱退したが、フェアポート・コンヴェンションは、イギリスのフォークロックのイディオムに基づいて音楽を強力に作り上げるために現在も引き続き活動している。
アルバムはそこそこの成功をおさめ、全英アルバムチャートに入っていた15週間の間に最高で17位に達した。しばし論争となることもあるが（大西洋を挟んだ両岸で数年前にバーズによって一般的になったアメリカ風のフォークロックとの用語の混乱をさけるために使われる）「ブリティッシュ・フォークロック」の最初のアルバムと位置付けられている。『リージ・アンド・リーフ』の人気は新しいスタイルの商業化と、明確なジャンルとして芸術的に確立するために大いに役立った。2006年のBBC Radio 2 Folk Awardsでのリスナーによる投票では、「史上最も影響力のあるフォーク・アルバム」に選ばれた 。Colin Larkinの All Time Top 1000 Albums （2000）の第3版では254番に選ばれた。

## 歴史
マーティン・ランブルに死をもたらした高速道路事故の後、バンドはドラマーなしの状態になっていた。『アンハーフブリッキング』のリリース後に、デイヴ・マタックスがその役割を引き継いだが、それまではメッカ・ボールルームのドラマーだったので、「まったく新しいスタイルのドラミングを学ぶ」必要があった。バンドの他のメンバーよりも少し年上で、フィドルの名手でありかつマンドリン奏者のデイヴ・スウォーブリックは、すでにギタリストのマーティン・カーシーとのデュオで成功していたが、『アンハーフブリッキング』にゲスト参加したのちに、フルタイムでフェアポートに加わることになった。
リード・ボーカリストのデニーと新しく加入したスウォーブリックとマタックス、リードギターのリチャード・トンプソンとボーカル、リズムギターのサイモン・ニコル、エレクトリックベースのアシュリー・ハッチングスによって実体を持ったバンドは、1969年の夏にウィンチェスターのブラッシュフィールド近くのファーリー・チェンバレンにある家で『リージ・アンド・リーフ』を練習しまとめ上げ、同年9月24日にロンドンのロイヤル・フェスティバル・ホールでのチケット完売コンサートでお披露目した。この時のブートレグ（観客による録音）は存在するが、非常に低品質である。
ボブ・ディランなどの歌のカバーはなくなり、（「レイナーディン」、「マティ・グローブズ」、「脱走者」、「タム・リン」などの）伝統的な英国のフォークソングの電化バージョン、（「カム・オール・イェ」、「フェアウェル・フェアウェル」、「クレイジー・マン・マイケル」と言った）トラディショナル風のバンドメンバーによる新しい作曲、およびデイヴ・スウォーブリックのフィドル演奏によって推進されるフォークダンス曲のインストルメンタルメドレーの最初の長いメドレーなどに置き換えられた。  
トラディショナルな素材の多くは英国民族舞踏民謡協会によって維持されているセシル・シャープのコレクションの中からハッチングスによって見出されたが、スウォーブリックはそのほかにもトラディショナルな楽曲としてクレジットすることを求めている。バーズの「イージー・ライダーのバラード」、伝統的なバラッド「サー・パトリック・スペンズ」、伝統的なアイルランドのメロディーにリチャード・ファリーニャによる歌詞を与えられて、デニーをリード・ボーカルとした「ザ・クワイエット・ジョイ・オブ・ブラザーフッド」などの曲はリハーサルされ、また録音もされたが最終的なリリースには含まれていない。最後の2つはそれぞれフェアポート・コンヴェンションとサンディ・デニーによる後のアルバムで異なるアレンジで登場することになった。 
ハッチングスは、アルバムにつながったファーリー・チェンバレンでのリハーサルのセッションについて：「魔法の時間だった……そしてそのアルバムにはたくさんの魔法がある。家や部屋には特別な感覚があり、そのアルバムには多くの隠された魔法と奇妙さがありました。過去は奇妙です、私たちの祖先は多くの奇妙なことをしました」と後に語った。また、トンプソンは「古い歌のように共鳴するものはありません……美しく書かれ、数百年にわたって洗練されたものを歌うことは、まだ意味と緊急性を持ち、それでも心に鮮やかな写真を作成することは、やりがいのあることです。バンドが主流の人気を獲得し、人々の生活に少しでも伝統を近づけることができると期待したと思います」と述べている。
アルバム・タイトルは、中英語の二つの単語で構成されている： liege は封建制度での君主への忠誠を、lief は準備ができていることを意味する 。グレーとパープルの見開きジャケットには、楽曲の一覧およびクレジットとともにバンドのカメオ画像が掲載された。オリジナルの見開きジャケットの内側には（「チャイルド・バラッド」で知られる）フランシス・ジェームズ・チャイルド とセシル・シャープのコレクションのようなイースターの芝居やパドストウの馬の着ぐるみなどの10の異なる伝統的な音楽や民話の様子を示すイラストが描かれている。
バンドは数か月間英国をツアーし、デンマークを訪れ、スタジオで録音する前に『リージ・アンド・リーフ』の素材を演奏した（BBCラジオの『Top Gear』で録音されたパフォーマンスも含む）。しかしながらアルバムが12月2日にリリースされる前の1969年11月にハッチングスとデニーの両名が脱退している。ハッチングスは新しいバンドスティーライ・スパンで伝統音楽をさらに追求し、デニーは自らのオリジナル曲を中心としたフォザリンゲイでの活動に重点を置いていた 。彼らの離脱の後にはハッチングスだけが（新人のデイヴ・ペグによって）置き換えられたため、次作『フル・ハウス』は翌年に人数が減った5人のグループでの録音となった。
2007年には2枚組のアルバム『Liege and Lief Deluxe Edition』がリリースされた。2枚目のディスクは、主にBBCラジオのライブ・パフォーマンスと、2つのスタイル的に特徴のないアウトテイク、「ザ・レディ・イズ・ア・トランプ」と「フライ・ミー・トゥー・ザ・ムーン」で構成されていた。

## 受容と影響

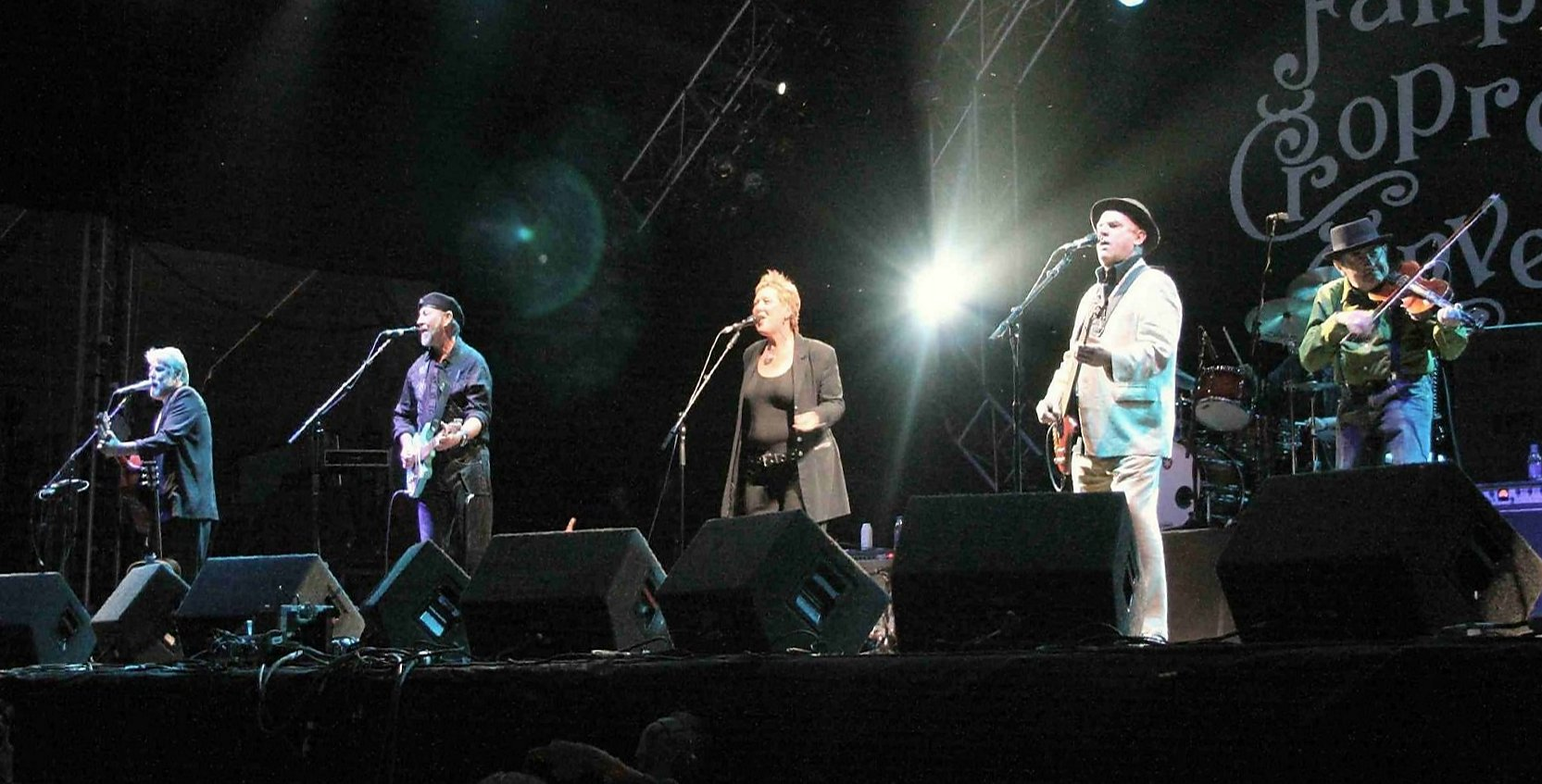
2007年8月、デニーの後任であるゲスト・ボーカリストのクリスと再集合メンバー

『リージ・アンド・リーフ』はジョン・ピールによってラジオ番組「トップ・ギア」で宣伝された結果、全英アルバムチャートで15週間をかけて17位に達した。今日のレビューとしては、『ローリング・ストーン』誌においてジョン・メンデルソンは「静かで芸術的で伝統的なフォーク」の信者にのみアルバムを推薦し、「逃亡者」のみが以前のアルバムでグループが作ってきたような「聴衆を捕らえる」歌であると感じていた。「ヴィレッジ・ヴォイス」紙のロバート・クリストガウはあまり熱心ではなく、自身の「反フォーク」的な趣味のために、『アンハーフブリッキング』に続くアルバムに対してより伝統的な素材に失望したと書いている。
このアルバムはイギリスのフォークロックの進展に大きな影響を与えたものとみなされている。2002年にBBCラジオ2のリスナーから「史上最も重要なフォークアルバム」に選ばれ、2006年のBBCラジオ2フォーク・アウォードでは『リージ・アンド・リーフ』が「史上最強のフォークアルバム」賞を受賞した。イベントではサイモン・ニコル、リチャード・トンプソン、アシュリー・ハッチングス、デイヴ・スウォーブリック、デイヴ・マタックスというもともとのメンバーと共にサンディ・デニーの代わりにクリス・ホワイルが加わって「マティ・グローヴズ」を演奏した。サンディ・デニーとトレヴァー・ルーカスの娘であるジョージア・ルーカスは亡くなった母親に代わってこの賞を受けとった。この記念式典は2007年8月10日にフェアポート・クロップレディ・コンヴェンションとして繰り返され、新しいアルバムが作られた（「外部リンク」を参照）。この出来事の前に、『リージ・アンド・リーフ』のオリジナル・メンバーによる実質的な再結成は、例えば1992年の25周年コンサートでデニーの代わりにヴィッキ・クレイトンが加わって「逃亡者」、「タム・リン」、「クレイジー・マン・マイケル」を演じたり、やはり同じメンバーで1997年の30周年記念コンサートでの「カム・オール・イェ」、「レイナーディン」、「マッティ・グローヴズ」などを演奏していた 。
懐古的なレビューにおいて、オールミュージックのマーク・デミングはこのアルバムについて「これまでで最も純粋にフォーク志向のフェアポート・コンヴェンションのアルバムであったが、完全にオリジナルで妥協のない激しいロックだった」と語った。2007年6月、モジョ誌は、「世界を変えた100枚のレコード」のリストにおいて『リージ・アンド・リーフ』を58位に挙げた。2010年のUKフォークロックミュージックシーンに関する著作「エレクトリック・エデン」の中で、著者のロブ・ヤングは『リージ・アンド・リーフ』の時代と、その結果のアルバムに13ページを費やし、アルバムは「ごく少数のイギリスのフォークロックのレコードが共有する一貫性と整合性を保持している」と述べ、さらに「……運命は厳しい。イギリスのバラッドは、その完全な脅威と謎を示しています。そして、苦痛と喪失についての暫定的な反省がありますが、それは厳しい経験によって汚染されています」としている。一方、1996年に執筆したパトリック・ハンフリーズにとってこのアルバムは100％の成功作とは言えない。「カム・オール・イェ」は「やや強制的」に聞こえ、「逃亡者」の解釈は「歩行者」のようだし、「タム・リン」は「鉛のように重苦しく」、ソロパートは「臆病」と述べている。しかし、彼は「マッティ・グローヴズ」を「スウォーブリックとトンプソンの相互作用を味わえる」と讃え、デニーの歌の質を「レイナーディン」称え、インストルメンタル・メドレーが（トンプソンとハッチングスのギターとベースの貢献とともに）スウォーブリックのフィドルに輝く機会を与えるものと評し、「クレージー・マン・マイケル」は「アルバムの実質的な結論」、「フェアウェル・フェアウェル」を「フェアポートがピークに達したときの完璧な例」と述べている。

## トラックリスト
| #  | タイトル                                                                         | 作詞 | 作曲・編曲 | 時間 |
| -- | -------------------------------------------------------------------------------- | ---- | ---------- | ---- |
| 1. | 「カム・オール・イェ」(サンディ・デニー、アシュリー・ハッチングス)               |      |            | 4:55 |
| 2. | 「レイナーディン」(トラディショナル、フェアポート・コンヴェンション編曲)         |      |            | 4:33 |
| 3. | 「マティ・グローヴス」(トラディショナル、フェアポート・コンヴェンション編曲)     |      |            | 8:08 |
| 4. | 「フェアウェル・フェアウェル」(詞：リチャード・トンプソン、曲：トラディショナル) |      |            | 2:38 |

| #  | タイトル | 作詞 | 作曲・編曲 | 時間 |
| -- | --- | ---- | ---------- | ---- |
| 5. | 「逃亡者」(トラディショナル、フェアポート・コンヴェンション編曲) |      |            | 4:10 |
| 6. | 「メドレー - I. "The Lark in the Morning" 朝のひばり - II. "Rakish Paddy" アイルランドの放蕩者 - III. "Foxhunter's Jig" 狐狩人のジグ - IV. "Toss the Feathers トス·ザ·フェザーズ」(トラディショナル、デイヴ・スウォーブリック編曲) |      |            | 4:00 |
| 7. | 「タム・リン」(トラディショナル、デイヴ・スウォーブリック編曲) |      |            | 7:20 |
| 8. | 「クレイジー・マン・マイケル」(詞：リチャード・トンプソン、曲：デイヴ・スウォーブリック) |      |            | 4:35 |

| #   | タイトル | 作詞 | 作曲・編曲 |
| --- | --- | ---- | ---------- |
| 9.  | 「サー・パトリック・スペンス」(トラディショナル、フェアポート・コンヴェンション編曲)                                                                               |      |            |
| 10. | 「クワイエット・ジョイズ・オブ・ブラザーフッド」(トラディショナル、編曲：デニー、トンプソン、スウォーブリック、デイヴ・マタックス、作詞：リチャード・ファリーニャ) |      |            |

## パーソネル
- サンディ・デニー – ボーカル
- デイヴ・スウォーブリック – フィドル、ヴィオラ
- リチャード・トンプソン – エレクトリック＆アコースティックギター、バッキングボーカル
- サイモン・ニコル – エレクトリック、6弦および12弦アコースティックギター、バッキングボーカル
- アシュリー・ハッチングス – ベースギター、バッキングボーカル
- デイヴ・マタックス – ドラム、パーカッション

## 製作
- プロデューサー：ジョー・ボイド
- スタジオ：サウンド・テクニクス（ロンドン）
- エンジニア：ジョン・ウッド
- カバー写真： エリック・ヘイズ
- スリーブのコンセプトとデザイン：フェアポートとロベルタ・ニコル
- デザイン調整– ディオジェニック企画